# Galium digeneum
Galium digeneum är en måreväxtart som beskrevs av Anton Joseph Kerner. Galium digeneum ingår i släktet måror, och familjen måreväxter. Inga underarter finns listade i Catalogue of Life.